# هرمن رایدر
هرمن رایدر (انگلیسی: Herman Ridder; ۱ ژانویهٔ ۱۸۵۱ – ۱ نوامبر ۱۹۱۵) کارآفرین، ویراستار و روزنامه‌نگار اهل ایالات متحده آمریکا بود، که در سال ۱۹۷۴ شرکت نایت رایدر را تأسیس کرد.